# Regierungsbezirk Hohensalza

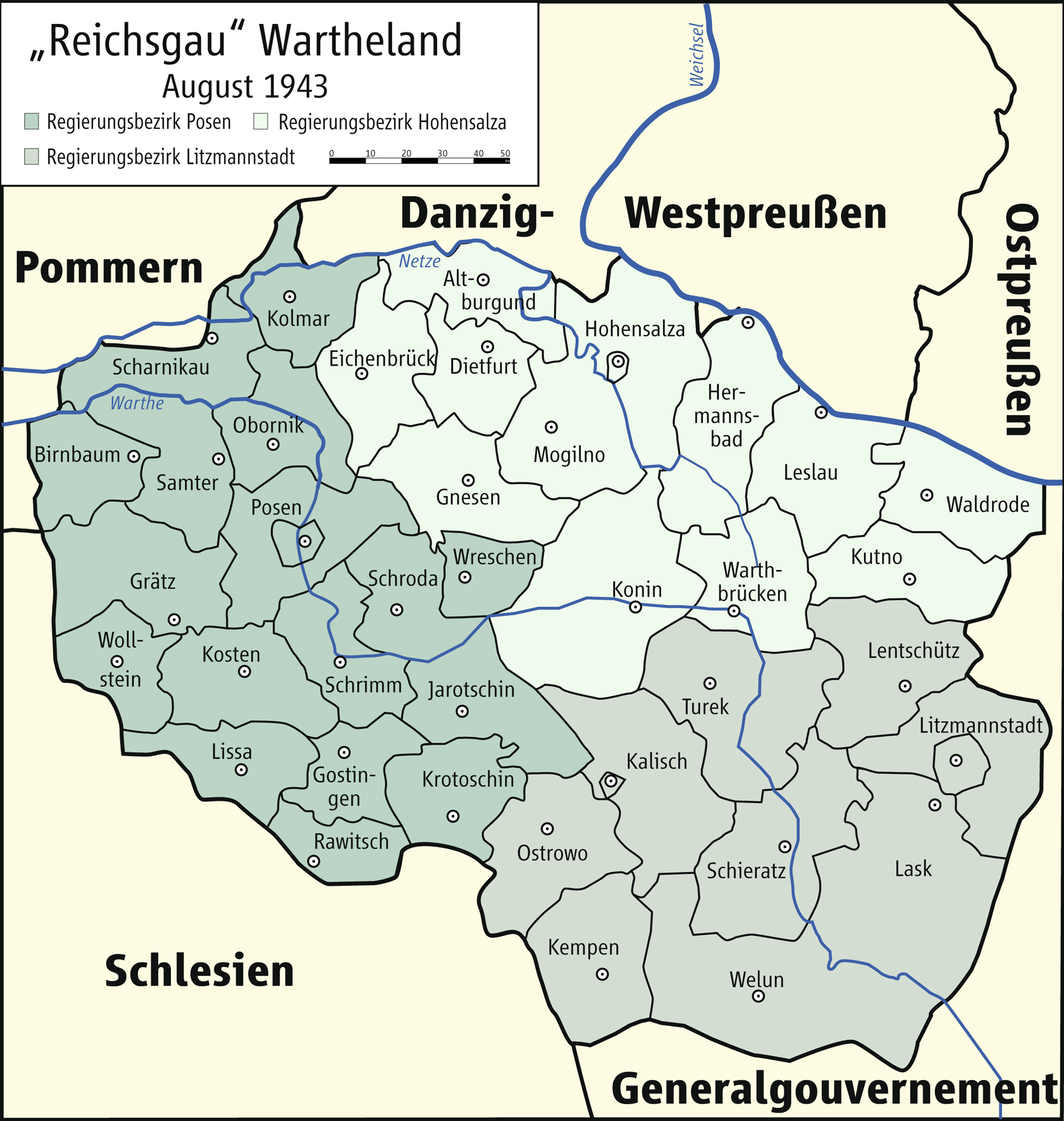
Regierungsbezirk Hohensalza var beläget i norra Reichsgau Wartheland.

Regierungsbezirk Hohensalza var ett regeringsområde som existerade åren 1939–1940 i Reichsgau Posen och 1940–1945 i Reichsgau Wartheland, under Regeringspresident var Hans Burkhardt (1939–1944) och Wilhelm Albert (1944–1945). Regierungsbezirk Hohensalza bestod av tre Stadtkreise och tolv Landkreise. Huvudort var Hohensalza, som sedan andra världskriget mest är känt under sitt polska namn Inowrocław.

## Administrativ indelning

### Stadtkreise
1. Gnesen (Gniezno)
2. Hohensalza (Inowrocław)
3. Leslau (Włocławek)

### Landkreise
1. Altburgund
2. Dietfurt
3. Eichenbrück
4. Gnesen
5. Hermannsbad
6. Hohensalza
7. Konin
8. Kutno
9. Leslau
10. Mogilno
11. Waldrode
12. Warthbrücken